# Читти, Франко
Франко Читти (23 апреля 1935, Рим, Италия — 14 января 2016, Фьюмичино) — итальянский актёр.

## Биография
Постоянный участник фильмов Пьера Паоло Пазолини, а также своего брата — Серджо Читти.
Снимался также в ролях второго плана в картинах Бернардо Бертолуччи, Валерио Дзурлини, Марселя Карне, Фрэнсиса Форда Копполы, Элио Петри. C 1989 года успешно выступал на ТВ и   театральной сцене.
Совместно с братом написал сценарий и срежиссировал ленту  «Мультфильмы» (Cartoni animati, 1997).

## Фильмография
- 1961 — «Аккатоне», реж. П. П. Пазолини — Витторио Катальдо по прозвищу Аккатоне
- 1962 — «Мама Рома», реж. П. П. Пазолини — Кармине
- 1962 — «Просо для птичек», реж. Марсель Карне
- 1962 — «Самый короткий день» (итал. «Il giorno più corto»), реж. Серджо Корбуччи
- 1967 — «Царь Эдип», реж. П. П. Пазолини — Эдип
- 1968 — «Теорема», реж. П. П. Пазолини
- 1968 — «Сидящий одесную», реж. Валерио Дзурлини — Оресте
- 1969 — «Свинарник», реж. П. П. Пазолини
- 1970 — «Остия», реж. Серджо Читти — Раббино
- 1971 — «Декамерон», реж. П. П. Пазолини
- 1971 — «Кентерберийские рассказы», реж. П. П. Пазолини
- 1972 — «Крёстный отец», реж. Ф. Ф. Коппола
- 1972 — "Рим — человек в ресторане
- 1974 — «Цветок тысячи и одной ночи», реж. П. П. Пазолини — джинн
- 1977 — «Тодо модо», реж. Элио Петри
- 1977 — «Жертвы кошек» (другое название — «Смотри, как я убиваю», итал. «Il gatto dagli occhi di giada»), реж. Альдо Бидо
- 1977 — «Казотто» (итал. «Casotto»), реж. — Серджо Читти
- 1979 — «Луна» (итал. «La luna»), реж. Б. Бертолуччи
- 1981 — «Похлёбка» (итал. «Il minestrone»), реж. Серджо Читти
- 1990 — «Крёстный отец 3», реж. Ф. Ф. Коппола — Кало
- 1990 — «Секрет», реж. Франческо Мазелли
- 1996 — «Крёстный отец итальянского квартала», реж. У. Ф. Джордани
- 1997 — «Мультфильмы» (итал. «Cartoni animati»), реж. — Франко Читти, Серджо Читти
- 1998 — «Ступени к славе» (итал. «Le ragazze di Piazza di Spagna»), реж. — Риккардо Донна, Джанфранческо Ладзот, Хосе Мария Санчес — дядя Франко
- 2002 — «Пьер Паоло Пазолини и правота мечты» (Pier Paolo Pasolini e la ragione di un sogno), реж. — Лаура Бетти, Паоло Костелла